# Alma Rosé
Alma Maria Rosé (ur. 3 listopada 1906 w Wiedniu, zm. 4/5 kwietnia 1944 w Auschwitz-Birkenau) – austriacka skrzypaczka żydowskiego pochodzenia. Jej wujem był kompozytor Gustav Mahler. Została deportowana przez hitlerowców do obozu koncentracyjnego w Auschwitz-Birkenau. Tam przez dziesięć miesięcy kierowała orkiestrą więźniarek, przejmując dyrygenturę od Zofii Czajkowskiej. Pełniła także funkcję kapo bloku muzycznego.
Alma Rosé zmarła w obozie koncentracyjnym z powodu nagłej choroby, prawdopodobnie zatrucia pokarmowego. Jej przeżycia z obozu zostały pokazane w Playing for Time, filmie według scenariusza Arthura Millera na podstawie autobiografii Fani Fénelon Sursis pour l’orchestre.

## Życiorys
Ojcem Almy Rosé był skrzypek Arnold Rosé (z domu Rosenblum; 1863–1946), który przez 50 lat, od 1881 do 1931 roku, przewodniczył Filharmonii Wiedeńskiej, a także prowadził orkiestrę Opery Wiedeńskiej i grupę Rosé-Quartett. Jej matka, Justine (zm. 22 sierpnia 1938) była siostrą Gustava Mahlera.
Rosé kształciła się na skrzypaczkę. W 1930 roku wyszła za mąż za czeskiego skrzypka Vášę Příhodę. W 1935 roku małżeństwo zostało rozwiązane.
W 1932 roku założyła kobiecą orkiestrę Die Wiener Walzermädeln. Koncertmistrzynią była Anny Kux, jej przyjaciółka. Zespół grał na bardzo wysokim poziomie, odbywając trasy koncertowe w Austrii, Niemczech, Czechosłowacji i Polsce.

### Ucieczka przed nazistami i aresztowanie
Po aneksji Austrii przez Niemcy w 1938 roku Almie Rosé i jej ojcu udało się uciec do Londynu. Następnie wyjechała na własną rękę do Holandii, gdzie, jak wierzyła, będzie mogła kontynuować karierę muzyczną. Kiedy Niemcy zajęły Holandię znalazła się w pułapce. Fikcyjne małżeństwo z holenderskim inżynierem Augustem van Leeuwenem Boomkampem nie ochroniło jej, podobnie jak jej nominalny status nawróconej chrześcijanki. Uciekła do Francji, ale pod koniec 1942 roku, gdy próbowała przedostać się do neutralnej Szwajcarii, została aresztowana przez Gestapo. Po kilku miesiącach pobytu w obozie internowania w Drancy, w lipcu 1943 roku została deportowana do obozu koncentracyjnego Auschwitz-Birkenau.

## Auschwitz
Po przybyciu do Auschwitz, Rosé została poddana kwarantannie i zachorowała, ostatecznie jednak odzyskała zdrowie. Według innej wersji, początkowo umieszczono ją na bloku 10, gdzie niemieccy lekarze przeprowadzali pseudomedyczne eksperymenty na więźniarkach. Rosé miała uniknąć tego losu, gdyż jedna z blokowych jakoby rozpoznała w niej słynną skrzypaczkę i poinformowała o jej obecności w obozie SS-Oberaufseherin Marię Mandl. Ta ostatnia miała wtedy zażądać, by Rosé zagrała dla niej na skrzypcach. Poruszona perfekcyjnym wykonaniem Czardasza Vittorio Montiego, nadzorczyni miała powierzyć skrzypaczce kierownictwo Mädchenorchester von Auschwitz („Kobiecej orkiestry w Auschwitz”). Obawiając się jednak, że postawienie na czele orkiestry żydowskiej więźniarki wywoła opór kierownictwa obozu, Mandl sfałszowała obozowe akta Rosé, zmieniając jej status z Żydówki na Mischlinga.
Orkiestra istniała przed przybyciem Rosé, będąc ulubionym projektem Mandl. Prowadziła ją początkowo nauczycielka języka polskiego Zofia Czajkowska. Zespół składał się głównie z muzyczek-amatorek, miał sekcję smyczkową, również akordeony, perkusję, gitary, flet, flet prosty i mandoliny, natomiast brakowało sekcji dętej. Członkiniami Bloku Muzycznego były także śpiewaczki i kopistki nut. Podstawową funkcją orkiestry było granie przy głównej bramie każdego ranka i wieczora, gdy więźniarki wychodziły i wracały z pracy poza terenem obozu ścisłego. Orkiestra dawała także weekendowe koncerty dla więźniów i esesmanów.
Podczas swoich koncertów Rosé dyrygowała, aranżowała, a czasem grała partie solowe na skrzypcach. Oprócz działalności oficjalnej nakazała zespołowi ćwiczyć i grać zakazaną muzykę kompozytorów polskich i żydowskich, aby dodać otuchy członkiniom zespołu i współwięźniarkom, którym ufała. Sama zaaranżowała Etiudę E-dur op. 10, nr 3 Chopina i połączyła ją z tekstami, które napisała. Surowy i perfekcjonistyczny styl nauczania dyrygentki pomógł uformować orkiestrę w doskonały zespół. Dopóki Rosé żyła, nie zmarła żadna z muzyczek grających w orkiestrze. Wszystkie, z wyjątkiem dwóch (Loli Kroner i Julie Stroums), dożyły końca wojny. Rosé poinstruowała członkinie orkiestry, że „razem przeżyją lub umrą razem. Nie było pół drogi”.
Rosé zmarła w obozie w wieku 37 lat, prawdopodobnie w wyniku zatrucia pokarmowego alkoholem metylowym. Podczas choroby Josef Mengele podpisał zlecenie na nakłucie lędźwiowe u Rosé.
W skład orkiestry wchodziło kilka profesjonalnych muzyczek: wiolonczelistka Anita Lasker-Wallfisch i śpiewaczka oraz pianistka Fania Fénelon, które napisały wspomnienia z działalności w orkiestrze, oraz Claire Monis i Hélène Rounder-Diatkin. Autobiografia Fénelon pt. Sursis pour l’orchestre została zekranizowana filmem Playing for Time według scenariusza Arthura Millera. Kobiety, które ocalały z Auschwitz-Birkenau jako członkinie orkiestry, potępiły tę produkcję jako wprowadzającą w błąd i zawierającą niedorzeczne zniekształcenia prawdy.

## Losy rodziny
Ojciec Almy, Arnold Rosé, zmarł w Anglii w 1946 roku. Jej brat, Alfred Rosé i jego żona Maria Schmutzer Rosé, uciekli z Niemiec w 1938 roku osiedlając się w Cincinnati w stanie Ohio, a pod koniec lat czterdziestych XX wieku przeprowadzili się do London w Ontario w Kanadzie, po zaangażowaniu Alfreda do zorganizowania letnich warsztatów operowych, na zaproszenie Harveya Robba.

## Nagrania
Występy Arnolda Rosé z Almą zostały wydane na płycie CD.